# James Gambier, 1:e baron Gambier

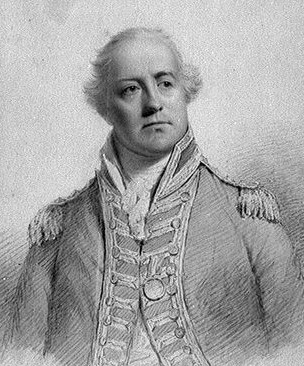
James Gambier (1756-1833)

James Gambier, fullständigt namn John James Gambier, 1st Baron Gambier of Iver, född 13 oktober 1756 i New Providence, Bahamas, död 19 april 1833 i Iver, Storbritannien, var en brittisk amiral. Hans far, John Gambier, var viceguvernör på Bahamas. Modern, Deborah, född Stiles, var från Bermuda. 
James Gambier lät sig värvas till marinen 1767, och tjänstgjorde först på HMS Yarmouth, som var under hans farbrors befäl. Han förflyttades mellan olika fartyg och steg snabbt i graderna, mycket på grund av familjens förbindelser. Redan 1777 blev han löjtnant och i februari året därefter kommendörkapten. Han fick då befälet över bombskeppet Thunder, men togs till fånga av fransmännen. Efter ett fångutbyte fick han i oktober 1778 vid 22 års ålder befälet över fregatten HMS Raleigh.
År 1783, när det amerikanska revolutionskriget hade tagit slut, blev han som de flesta andra officerare i Royal Navy placerad i land med halv lön. I juli 1788 gifte han sig. I februari 1793, när Storbritannien förklarat krig mot Frankrike efter den franska revolutionen, fick han befälet över linjeskeppet HMS Defence. Hans insatser mot fransmännen i slaget på Atlanten den 1 juni 1794 (”Glorious First of June” eller ”Tredje slaget vid Ushant”) gjorde att han tilldelades ”Naval Gold Medal”. Åren 1802 till 1804 var han guvernör på Newfoundland. Han återvände därefter till Storbritannien och utnämndes till amiral 1805.
År 1807 anmälde sig Gambier som frivillig att föra befälet över den expeditionsstyrka som skulle sändas till Danmark för att tvinga danskarna att lämna sin flotta i pant till britterna. Han deltog i Köpenhamns bombardemang, som ledde till snabb dansk kapitulation och att britterna kunde lägga beslag på hela den danska flottan. För detta fick Gambier ett officiellt tack från parlamentet och adlades 9 november 1807 till Baron Gambier of Iver.
Gambier utsågs till befälhavare för kanalflottan 1808 och i april 1809 deltog han i en aktion mot franska fartyg i Biscayabukten utanför La Rochelle. Efteråt blev han anklagat för att inte ha använt kanalflottan för att bombardera de franska fartygen, som redan hade jagats på grund utanför Rochefort. Gambier krävde att ställas inför krigsrätt och frikändes.
Gambier var en av de brittiska underhandlarna som förhandlade fram freden i Gent som avslutade 1812 års krig.